# Anatolij Firsov
Anatolij Vasiljevič Firsov (rusky Анато́лий Васи́льевич Фи́рсов; 1. února 1941 Moskva – 24. července 2000, tamtéž) byl sovětský hokejista.

## Život
Jako 17letý začal svoji hokejovou kariéru ve Spartaku Moskva, ve 20 letech narukoval do armádního celku CSKA (1961–1974), který v té době vedl trenér Anatolij Tarasov.
Některé zajímavosti jeho sportovní kariéry:
- V ligové soutěži odehrál 474 zápasů a vstřelil 346 gólů.[1]
- Nejlepší střelec ligy 1966 (41 branek).
- Nejlepší hráč ligy v letech 1968, 1969, 1971.
- Mistr SSSR 1963–1966, 1968, 1970–1973.
- V reprezentaci odehrál 159 zápasů a vstřelil 134 gólů.
- Nejlepší útočník MS 1967, 1968, 1971, častý člen Allstars týmů.
- Vítěz kanadského bodování na MS 1967, 1968, 1969, 1971.
- Na MS 1967 ve Vídni měl bodovou bilanci 11 + 11, což byl dlouhodobý rekord světových šampionátů.

Svoji kariéru v reprezentaci ukončil za podivných okolností po OH 1972 v Sapporu (oficiálně kvůli omlazení týmu), ale byly i jiné zvěsti s údajným politickým podtextem.[zdroj⁠?!] V každém případě na MS 1972 do Prahy již nepřijel a nebyl nominován ani do série zápasů proti kanadskému výběru NHL, které se hrály téhož roku.
Po ukončení hráčské kariéry se věnoval hokejové mládeži v CSKA. Po roce 1990 působil krátký čas i jako poslanec ruské Dumy (parlamentu). Zemřel nečekaně na infarkt v roce 2000 teprve ve svých 59 letech.